# Ludwig von Holzgethan
Ludwig von Holzgethan  (Bécs, 1800. október 1. – Bécs, 1876. június 12.) osztrák politikus.

## Életpályája
Pénzügyi pályafutása 1831-től folyamatosan emelkedett egészen a pénzügyi igazgatóságig. 1860-ban belső titkos tanácsossá, 1865-ben báróvá tették. 1870-ben a Potocki-kabinetben a pénzügyi tárcát vállalta el, amelyet sikerrel vezetett egyrészt szakmai jártasságának, másrészt meglehetősen színtelen politikai hitvallásának köszönhetően. Tisztségét a Karl Sigmund von Hohenwart vezette kormányban is megtartotta, 1871 őszén pedig ideiglenes miniszterelnökként szerepelt Adolf von Auersperg kinevezéséig.
1872. január 15-én közös pénzügyminiszter lett, és haláláig hivatalban maradt. Centralistaként nem rajongott ugyan a dualizmusért, de a kész tények előtt meghajolt és viszonylag jó kapcsolatban állt a magyar delegációval.